# Peeter Jakobi
Peeter Jakobi, né le 15 octobre 1940 et mort le 21 septembre 2014, est un acteur estonien.

## Filmographie partielle
- 2010 : Père Noël Origines - le père Noël